# Klimatpimpa din livsstil
Klimatpimpa din livsstil! är en 20-sidors serietidning i mangastil, framtagen av tecknaren Natalia Batista och miljöstrateger på Miljöförvaltningen i Malmö, tryckt 2010. Tar upp klimatfrågan för barn och ungdomar, ämnad för bl.a. undervisning.